# Warthügel
Koordinaten: 50° 21′ 9″ N, 10° 30′ 56″ O
Das Naturschutzgebiet Warthügel liegt im Landkreis Hildburghausen in Thüringen. Das Gebiet erstreckt sich südwestlich von Milz, einem Ortsteil der Stadt Römhild, entlang der westlich, südlich und östlich verlaufenden Landesgrenze zu Bayern. Nördlich des Gebietes fließt die Milz, ein rechter Nebenfluss der Fränkischen Saale, östlich verläuft die Landesstraße L 1131. Westlich direkt anschließend, auf dem Gebiet des unterfränkischen Landkreises Rhön-Grabfeld, erstreckt sich das rund 210,4 ha große Naturschutzgebiet Poppenholz.

## Bedeutung
Das rund 28,3 ha große Gebiet mit der Kennung 262 wurde im Jahr 1998 unter Naturschutz gestellt. 